# Fäbodsjön (Vika socken, Dalarna)
Fäbodsjön är en sjö i Falu kommun i Dalarna och ingår i Gavleåns huvudavrinningsområde. Sjön har en area på 0,223 kvadratkilometer och ligger 195,3 meter över havet. Sjön avvattnas av vattendraget Ängesån.

## Delavrinningsområde
Fäbodsjön ingår i det delavrinningsområde (671998-151080) som SMHI kallar för Utloppet av Fäbodsjön. Medelhöjden är 237 meter över havet och ytan är 4,54 kvadratkilometer. Det finns inga avrinningsområden uppströms utan avrinningsområdet är högsta punkten. Ängesån som avvattnar avrinningsområdet har biflödesordning 3, vilket innebär att vattnet flödar genom totalt 3 vattendrag innan det når havet efter 100 kilometer. Avrinningsområdet består mestadels av skog (83 procent). Avrinningsområdet har 0,35 kvadratkilometer vattenytor vilket ger det en sjöprocent på 7,6 procent.